# Circuito Brasileiro de Voleibol de Praia Masculino Sub-21 de 2015
O Circuito Brasileiro de Voleibol de Praia Sub-21 de 2015, também chamado de Circuito Banco do Brasil de Vôlei de Praia Sub-21, foi a décima terceira edição da principal competição nacional de Vôlei de Praia na categoria Sub-21 na variante masculina, iniciado em 14 de maio de 2015.

## Resultados

### Circuito Sub-21
| Evento                                                            | Ouro                                   | Prata                           | Bronze                                 | Quarto lugar                             |
| 1ª Etapa Maringá, Paraná 14 a 17 de maio de 2015.                 | Jefferson Coimbra Allysson Lima        | Adrielson Silva Arthur Lanci    | Thales Formiga Kevin Fabel             | Jardel Gomes Josieliton de Souza "Liton" |
| 2ª Etapa Rio de Janeiro, Rio de Janeiro 25 a 28 de junho de 2015. | Adrielson Silva Arthur Lanci           | Jefferson Coimbra Allysson Lima | Fernando Sturaro Vinícius Freitas      | Mateus Sampaio Vitor Gaspar              |
| 3ª Etapa Uberlândia, Minas Gerais 9 a 12 de julho de 2015.        | George Wanderley Pedro Henrique Santos | Jefferson Coimbra Allysson Lima | Adrielson Silva Arthur Lanci           | Nason Baruck Raul Marcelino              |
| 4ª Etapa João Pessoa, Paraíba 27 a 30 de agosto de 2015.          | George Wanderley Pedro Henrique Santos | Adrielson Silva Arthur Lanci    | Jefferson Coimbra Allysson Lima        | Nason Baruck Raul Marcelino              |
| 5ª Etapa Manaus, Amazonas 30 de outubro a 1 de novembro de 2015.. | Adrielson Silva Arthur Lanci           | Jefferson Coimbra Allysson Lima | George Wanderley Pedro Henrique Santos | Matheus Baby Gabriel Mussi               |